# Bhoor
Bhoor (nep. भूर) – gaun wikas samiti w zachodniej części Nepalu w strefie Bheri w dystrykcie Jajarkot. Według nepalskiego spisu powszechnego z 2001 roku liczył on 878 gospodarstw domowych i 5121 mieszkańców (2560 kobiet i 2561 mężczyzn).